# 维勒曼
维勒曼（法語：Willeman）是法国北部-加来海峡大区加来海峡省的一个市镇，属于蒙特勒伊区帕尔克县。该市镇2009年时的人口为188人。

## 人口
维勒曼人口变化图示
| 数据来源：INSEE |